# ギヨーム・エレモント
ギヨーム・エレモント（Guillaume Elmont 1981年8月10日- ）は、オランダのロッテルダム出身の柔道選手。階級は81kg級。身長174cm。スリナム系である。2段。現在はオランダ空軍に心理学者として勤務している。弟のデックス・エレモントは73kg級の選手として活躍している。

## 人物
父親はモントリオールオリンピックの柔道競技にスリナム代表で出場した関係から、柔道は6歳の時に弟のデックスと一緒に始めた。アテネオリンピックに出場するも初戦で敗れた。しかし翌年の世界選手権ではアルジェリアのアブデラーマン・ベナマディに一本勝ちして優勝を果たした。2007年の世界選手権では3位となり、北京オリンピックでは準決勝、3位決定戦ともに敗れて5位に終わり、メダルを獲得できなかった。その後は2010年の世界選手権で7位となったが、弟のデックスは2010年と2011年の世界選手権で2位となった。2012年のロンドンオリンピックでは初戦で敗れた。2013年からは90kg級に階級を上げた。2015年のヨーロッパ競技大会では3位になるが、世界選手権では3回戦で敗れた。その後、ケガを理由に引退を表明した。
子供の頃のヒーローは古賀稔彦だったが、現在は弟がヒーローだという。

## 主な戦績
- 1999年 - オーストリアジュニア国際　優勝
- 2000年 - ポーランドジュニア国際　優勝
- 2000年 - 世界ジュニア　7位
- 2000年 - ヨーロッパジュニア　優勝
- 2003年 - イタリア国際　優勝
- 2003年 - エストニア国際　優勝
- 2004年 - チェコ国際　優勝
- 2005年 - フランス国際　優勝
- 2007年 - ドイツ国際　2位
- 2005年 - 世界選手権　優勝
- 2007年 - フランス国際　優勝
- 2007年 - ヨーロッパ選手権　3位
- 2007年 - 世界選手権　3位
- 2007年 - ミリタリーワールドゲームズ　優勝
- 2008年 - ヨーロッパ選手権　2位
- 2008年 - 北京オリンピック　5位
- 2009年 - グランプリ・アブダビ　2位
- 2009年 - グランドスラム・東京　5位
- 2010年 - ヨーロッパ選手権　3位
- 2009年 - グランプリ・チュニス　3位
- 2010年 - グランドスラム・リオデジャネイロ　2位
- 2010年 - 世界選手権　7位
- 2009年 - グランプリ・ロッテルダム　優勝
- 2011年 - グランドスラム・パリ　2位
- 2011年 - グランプリ・アブダビ　2位
- 2011年 - グランプリ・アムステルダム　5位
- 2013年 - グランプリ・サムスン　2位
- 2014年 - グランドスラム・バクー　優勝
- 2014年 - 世界選手権　7位
- 2015年 - グランプリ・ザグレブ　3位
- 2015年 - ヨーロッパ競技大会　3位